# Astragalus chorinensis
Astragalus chorinensis är en ärtväxtart som beskrevs av Aleksandr Andrejevitj Bunge. Astragalus chorinensis ingår i släktet vedlar, och familjen ärtväxter. Inga underarter finns listade i Catalogue of Life.